# Halichoeres melasmapomus
 Halichoeres melasmapomus és una espècie de peix de la família dels làbrids i de l'ordre dels perciformes.

## Morfologia
Els mascles poden assolir els 24 cm de longitud total.

## Distribució geogràfica
Es troba des de l'est de l'Índic fins a les Illes Marqueses.